# Gothic (film)
Pour les articles homonymes, voir Gothic.
Gothic est un film britannique réalisé par Ken Russell, sorti en 1986.

## Synopsis
Le film s'inspire de manière fantaisiste du séjour passé à la villa Diodati, sur le lac Léman, pendant l'été 1816, par Lord Byron, Percy Shelley, Mary Shelley, Claire Clairmont et Gaetano Polidori, séjour qui donna naissance à deux récits gothiques, Le Vampire et, surtout, Frankenstein.

## Fiche technique
- Musique : Thomas Dolby
- Directeur de la photographie : Mike Southon

## Distribution
- Gabriel Byrne : Lord Byron
- Julian Sands (VF : Patrice Juiff)  : Percy Bysshe Shelley
- Natasha Richardson : Mary Shelley
- Timothy Spall : Dr John William Polidori
- Myriam Cyr : Claire Clairmont
- Alec Mango : Murray